# Sopwith Bat Boat
Los Sopwith Bat Boat fueron hidrocanoas británicos diseñados y construidos entre 1912 y 1914. Biplano propulsor monomotor, el Bat Boat fue el primer hidrocanoa y avión anfibio construido con éxito en el Reino Unido, con ejemplares utilizados por la Marina Real y por Grecia y Alemania.

## Diseño y desarrollo
En el verano de 1912, el aviador pionero británico Thomas Sopwith, también un entusiasta navegante y competidor de lanchas a motor, comenzó a diseñar un hidrocanoa, que se llamaría "Bat Boat" en honor a una máquina voladora del cuento With the Night Mail de Rudyard Kipling, para combinar sus intereses en la aviación y en el mar. El diseño resultante fue un biplano, propulsado por un motor rotativo Gnome en una configuración tractora. El casco, que estaba hecho de Consuta (es decir, láminas de madera contrachapada cosidas con alambre de cobre), fue construido por S. E. Saunders, los constructores navales con sede en Cowes, en la Isla de Wight, que tenían experiencia en la construcción de embarcaciones a motor, mientras que las alas, de unos 9,15 m de envergadura, se construyeron en la escuela de vuelo de Sopwith en Brooklands. Aunque el avión estaba a punto de estar terminado en agosto de 1912, fue abandonado y nunca voló.
Sopwith produjo entonces un diseño completamente nuevo de hidrocanoa, todavía llamado "Bat boat", esta vez un biplano de dos vanos de configuración propulsora, con un motor Austro-Daimler de 67 kW (90 hp). El casco, que fue construido nuevamente de Consuta por Saunders, acomodaba a dos personas lado a lado en una cabina abierta en línea con el borde de ataque de las alas, y tenía un fondo de planeo curvo con perfil en V. Las alas, de 12,5 m de envergadura, no estaban decaladas y el control lateral era mediante deformación del ala. La cola, que no tenía empenaje fijo, se llevaba sobre botalones de cola conectados a las alas, mientras que se instaló un elevador delantero adicional en la parte frontal del casco para complementar al elevador normal instalado en la cola. El nuevo Bat Boat se ensambló en la nueva fábrica de Sopwith en Kingston upon Thames a principios de 1913 y fue exhibido en el International Aero Show en Olympia, Londres, en febrero de ese año.
El Bat Boat fue enviado desde Olympia a Cowes para realizar pruebas en marzo, y tanto Thomas Sopwith como Harry Hawker intentaron, con poco éxito, hacer que el hidrocanoa despegara. El Bat Boat naufragó debido a una tormenta. Pronto le siguió un segundo Bat Boat, omitiendo el elevador delantero, mientras que se construyó un tercer avión utilizando componentes del primer prototipo, pero con un motor Green de 74 kW (100 hp) y tren de aterrizaje anfibio. Así equipado, el tercer Bat Boat ganó el premio Mortimer Singer de 500 libras esterlinas por ser el primer avión anfibio totalmente británico, el 8 de julio de 1913.
En 1914, Sopwith botó un segundo par de hidrocanoas Bat Boat. Estos dos aviones tenían un diseño similar al de los tres primeros, pero eran más grandes, tenían una envergadura de 16,76 m y estaban propulsados por motores Salmson de 200 hp. El primero de este par se exhibió en el Olympia Air Show en marzo de 1914. También en marzo, Sopwith comenzó a construir un Bat Boat final para competir en la carrera de hidroaviones del Circuito de Gran Bretaña del Daily Mail de 1914. Este era similar al Bat Boat con motor Salmson exhibido en Olympia, pero estaba propulsado por un motor Sunbeam de 168 kW (225 hp). Sin embargo, el estallido de la Primera Guerra Mundial provocó la cancelación de la carrera del Circuito de Gran Bretaña.

## Historia operacional
El segundo Bat Boat fue comprado por el Almirantazgo y entregado a la Estación Aeronaval de Calshot en junio de 1913, asignándole el número de serie 38. Sin embargo, sufrió graves daños y se hundió en sus amarres el 23 de agosto de 1913, teniendo que ser reconstruido nuevamente por Sopwith. Después de servir en varias Estaciones Aeronavales, fue destruido por un vendaval en Scapa Flow, Orcadas, el 21 de noviembre de 1914. El tercer Bat Boat también fue comprado por el RNAS en febrero de 1914 y se le asignó el número de serie 118. Se utilizó para una demostración de vuelo nocturno en la Revista Naval en julio de 1914, y para realizar pruebas de lanzamiento de bombas en Calshot, siendo desguazado en febrero de 1915 cuando se descubrió que su casco estaba muy podrido.
El primero de los dos Bat Boat con motor Salmson fue adquirido por el Servicio Aéreo de la Armada Alemana y se utilizó como entrenador en Kiel. El segundo Bat Boat con motor Salmson, después de realizar pruebas de equipos de radio en Calshot, se vendió a Grecia en julio.
La máquina del Circuito de Gran Bretaña fue objeto de una compra obligatoria por parte del RNAS tras el estallido de la guerra. Si bien sufrió problemas de motor, permaneció en uso hasta abril de 1915.

## Variantes
Bat Boat Type 1
Hidrocanoa biplaza, monomotor, propulsado por un motor Austro-Daimler de 90 hp.
Bat Boat Type 1A
Versión anfibia del Bat Boat Type 1, basada en los restos del primer prototipo y propulsada por un motor Green E.6 de 100 hp y construcción británica, para competir por el premio Mortimer Singer. Reequipado con un motor Austro-Daimler antes de la venta al RNAS.
Bat Boat Type 2
Versión ampliada del Bat Boat, propulsada por un motor Salmson de 200 hp. Dos construidos.
Bat Boat Type 2 (Circuit of Britain)
Versión mejorada del Bat Boat Type 2, propulsado por un motor Sunbeam de 225 hp.

## Operadores
Alemania
- Marina Imperial

 Grecia
- Armada Griega

 Reino Unido
- Real Servicio Aéreo Naval

## Especificaciones (Bat Boat Type 2)
Referencia datos: British Flying Boats

### Características generales
- Tripulación: Dos
- Longitud: 11,1 m (36,5 ft)
- Envergadura: 16,5 m (54 ft)
- Altura: 3,1 m (10 ft)
- Superficie alar: 56 m² (602,8 ft²)
- Peso vacío: 1043 kg (2298,8 lb)
- Peso cargado: 1415 kg (3118,7 lb)
- Planta motriz: 1× motor radial de 14 cilindros en dos filas refrigerado por agua Salmson 2M7.
  - Potencia: 150 kW (207 HP; 204 CV)
- Hélices: Bipala de paso fijo

### Rendimiento
- Velocidad máxima operativa (Vno): 110 km/h (68 MPH; 59 kt)
- Velocidad crucero (Vc): 89 km/h (55 MPH; 48 kt)
- Alcance: 4 h 30 min
- Régimen de ascenso: 2,5 m/s (492 ft/min)